# Robert Kelleher
Robert J. Kelleher (* 5. März 1913 in New York City, New York; † 20. Juni 2012 in Los Angeles) war ein US-amerikanischer Tennisspieler, -schiedsrichter und -funktionär sowie Jurist.

## Werdegang
Robert Kelleher war von 1932 bis 1937 Schiedsrichterassistent bei den nationalen US-Tennismeisterschaften in Forest Hills. 1962 und 1963 war er der Kapitän der US-amerikanischen Davis-Cup-Mannschaft, die den Wettbewerb 1963 gewinnen konnte. Vor dem Beginn der Open Era war Kelleher in den Jahren 1967 und 1968 Präsident der „United States Lawn Tennis Association“ (USTLA). Dieser leitenden Tätigkeit gingen zwei Jahre Vize-Präsidentschaft voraus. Er gehörte dem Komitee der International Tennis Hall of Fame an, in die er im Jahr 2000 aufgenommen wurde. Außerdem war er ein Mitglied des „Great Britain International Club“.
Seine juristische Laufbahn begann Kelleher nach dem Abschluss seiner Ausbildung am Williams College und der Harvard Law School. Er arbeitete unter anderem von 1941 bis 1942 für das Heeresamt und war von 1948 bis 1951 stellvertretender Bundesstaatsanwalt für den südlichen Bezirk von Kalifornien. Nachdem er ab 1951 eine private Kanzlei in Beverly Hills betrieben hatte, wurde er im Jahr 1970 von US-Präsident Richard Nixon zum Richter am Bundesbezirksgericht für den mittleren Distrikt von Kalifornien ernannt. Er ging seinen Aufgaben bis zum 5. März 1983 nach, als er in den Senior-Status wechselte.

## Privates
Robert J. Kelleher war seit 1940 mit der Tennisspielerin Gracyn Wheeler Kelleher verheiratet. Sie hatten die beiden Kinder R. Jeffrey (* 1945) und Karen Kathleen, die ebenfalls Juristen wurden.